# Zeche Carthäuserloch

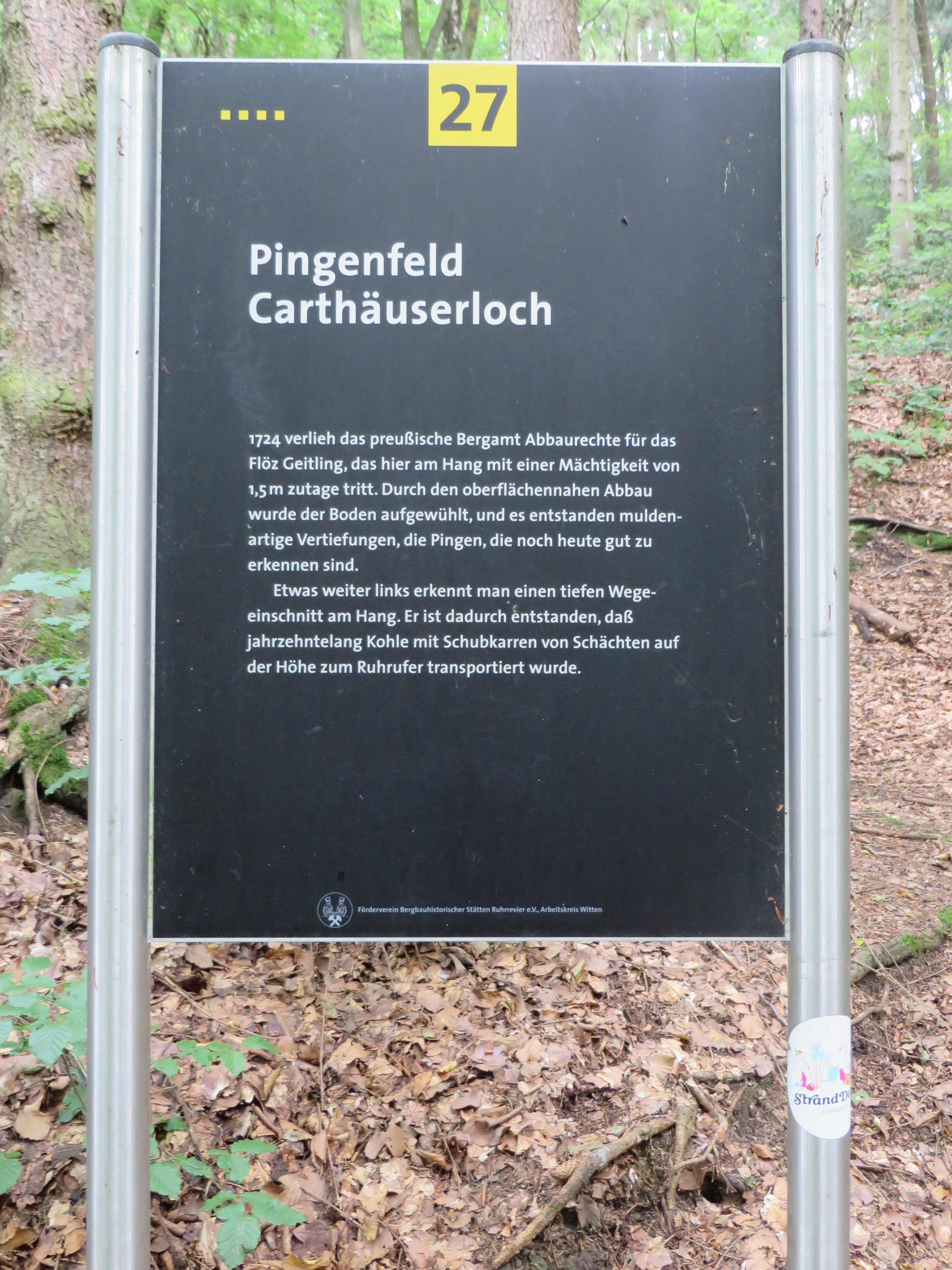
Infotafel der Route der Industriekultur

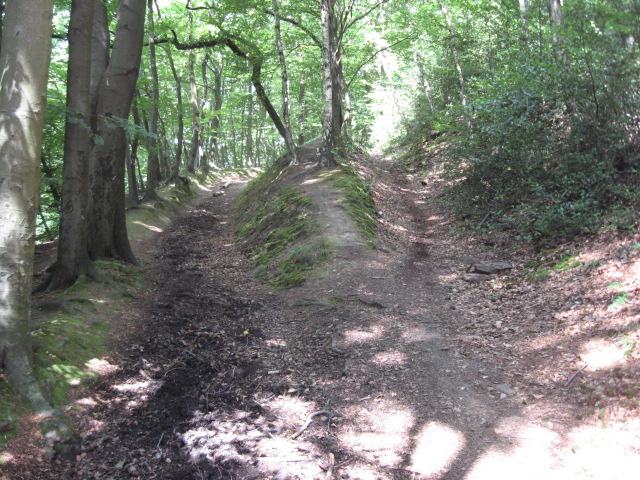
Hohlwege von den Karrenläufern der Zeche Carthäuserloch

Die Zeche Carthäuserloch ist ein ehemaliges Steinkohlenbergwerk in Witten-Hardenstein. Das Bergwerk war auch unter dem Namen Zeche Cartheuserloch, Zeche Carthenjeloch, Zeche Carteiserloch oder Zeche Cartenjerloch bekannt und war mit Unterbrechungen über 100 Jahre in Betrieb. Das Bergwerk lag östlich der Burgruine Hardenstein. Das heute im Naturschutzgebiet Hardenstein befindliche Pingenfeld der Zeche ist Teil des Bergbauwanderwegs Muttental.

## Geschichte

### Die Jahre als Carthäuserloch

#### Die Anfänge
Am 8. Februar 1724 wurde ein Längenfeld an die Gewerkschaft Carthäuser Loch verliehen. Hauptgewerke war Melchior Georg Stölting, der als Rentmeister des Hauses Hardenstein tätig war. Der Gewerke Stölting beabsichtigte eine bereits bearbeitete Kohlenbank, die sich unter dem Gebiet der Höfe Niederste Berghaus und Hardensteiner befand, neu zu bearbeiten. Da die bisherige dort angelegte Akeldruft mittlerweile verstopft war, wollte Stölting hierfür eine neue Akeldruft anlegen. Außerdem wollte er eine, unterhalb der bereits bearbeiteten Kohlenbank streichende, weitere Kohlenbank bearbeiten. Beide Kohlenbänke wollte er in östlicher Richtung bearbeiten. Nach der Verleihung war das Bergwerk zunächst bis 1749 in Betrieb. Die Gewerkschaft Carthäuser Loch baute auf das gleichnamige Kohlenflöz Cartheuserloch. Dieses Flöz lag in einer Mulde. Abgebaut wurde auf dem Nordflügel, auf dem Südflügel baute die Gewerkschaft Reiger. Ab dem Jahr 1750 wurde das Bergwerk wegen Absatzmangel in Fristen gelegt. Am 31. Dezember des Jahres 1751 kauften die Brüder Hagedorn einen viertel Anteil des Gewerken Falckenstein. Auch im Jahr 1754 lag das Bergwerk noch in Fristen. Am 12. November desselben Jahres kaufte Falckenstein seinen Anteil von den Brüdern Hagedorn zurück. Im Jahr 1755 lag das Bergwerk weiterhin in Fristen. Am 23. Juli des Jahres 1768 kaufte Johann Große Heidmann einen viertel Anteil vom Gewerken Diedrich Peter Hagedorn. Am 14. April des Jahres 1770 verkaufte der Gewerke Heidmann einen achtel Anteil an Conrad Henrich Niederste Frielinghaus.

#### Die weiteren Jahre
Ab 1771 war das Bergwerk nachweislich wieder in Betrieb. Mittlerweile waren die Anteile des Bergwerkseigentums durch Schenkung und Ankauf unterschiedlich auf mehrere Gewerken verteilt. Am 26. Februar des Jahres 1771 waren als Gewerken Conrad Henrich Niederste Frielinghaus, Johann Diedrich Große Heidmann und der Rentmeister Adolph Henrich Georg Falckenberg in die Unterlagen des Bergamtes eingetragen. Die Gewerken hatten eine unterschiedlich hohe Anzahl an Kuxen. Zwischen den Erben Falckenberg und Stölting war es zu einem Streit wegen der Besitzverhältnisse von 64 Kuxen gekommen. Aufgrund dieses Streites wurde ein Prozess vor dem Berggericht geführt. Die Rezeßgelder waren bis zu diesem Zeitpunkt bezahlt worden. Am 29. Juni des Jahres 1784 wurde das Bergwerk durch den Leiter des märkischen Bergreviers, den Freiherrn vom Stein, befahren. Die Zeche Carthäuserloch war eines von 63 Bergwerken, welches vom Stein auf seiner Reise durch das märkische Bergrevier befuhr. Bei der Befahrung fand er das Bergwerk in schlechtem Zustand vor, außerdem war es unrationell.
 

Nach seiner Befahrung beurteilte er den Zustand des Bergwerks:

„...der ganze Grubenbau und insbesondere die Förderung äußerst verkrüppelt.“

Vom Stein machte in seinem Protokoll Angaben über den weiteren Zustand des Bergwerks. Dem Befahrungsbericht zufolge gab es zwei Stollen, von denen der tiefere schon wieder verbrochen war. Die Förderung geschah mittels Laufkarren bis zur Kohlenniederlage, von wo die Kohle über die Ruhr verschifft wurde. Aufgrund des schlechten Zustands der Grubenbaue, konnte ein Karrenläufer maximal 15 mal pro Schicht laufen. Vom Stein regte an, eine Aufmessung des Grubengebäudes zu erstellen. Dadurch, so vom Stein, ließe sich ein genaueres Bild über die Zeche darstellen. Vom Stein war der Ansicht, dass die Förderung durch Laufkarren durch eine Hunteförderung ersetzt werden sollte. Im Gegensatz zu den meistens umliegenden Zechen der Hardensteiner Mulde wurde die Grube nicht durch den St. Johannes Erbstollen entwässert. Die Förderung musste weiter über tonnlägige Schächte ausgebracht werden. Erst mit dem 1803 gemeinsam mit anderen Zechen aufgefahrenen „Compagniestollen“ (Vereinigungsstollen) bekam die Grube eine tiefe Wasserlösung und einen wirtschaftlichen Förderweg. Zusätzlich wurde eine 40 Lachter lange Schleppbahn zur Kohlenniederlage an der Ruhr erstellt. Ab 1803 wurde über den Vereinigungsstollen gefördert, ab 1807 erfolgte die Förderung dann zusätzlich über den Tagebetrieb 1. 1810 waren dann die Tagebetriebe 1 + 2 in Betrieb. Die ersten bekannten Förderzahlen stammen aus dem Jahr 1816, es wurden 33.618 Ringel Steinkohle gefördert. 1829 lag das Bergwerk in Fristen, und es wurden die Restkohlen aus der Niederlage verkauft. Im Januar 1830 wurden noch einige Restkohlen abgebaut und 151 Tonnen Kohle gefördert. Dann waren die Vorräte abgebaut und die Grube wurde stillgelegt.

### Die Zeit als Vereinigte Carthäuserloch & Morgenstern
Um das Jahr 1840 wurde die Gewerkschaft Carthäuser Loch mit der Zeche Vereinigte Reiger vereinigt, das Bergwerk wurde jedoch in Fristen gelegt. Bereits vor 1842 wurde ein Vergleich über einen gemeinsamen Abbau mit der Zeche Morgenstern ins Westen geschlossen. Der Abbau erfolgte oberhalb der Stollensohle, das Bergwerk wurde nun Zeche Vereinigte Carthäuserloch & Morgenstern genannt. Die Vereinigung der Zeche Vereinigte Carthäuserloch & Morgenstern war keine Konsolidation. Im Jahr 1845 wurde das Bergwerk erneut in Fristen gehalten und im Jahr 1846 war das Bergwerk wieder in Betrieb.

### Zeche Gutglück
Die Zeche Gutglück war bereits seit 1748 in Betrieb. 1795 wurde bei 160 m ü. NN ein Stollen angesetzt, der bereits 1831 wieder abgeworfen wurde.

### Zeche Gutglück & Wrangel
1884 wurden die ins Bergfreie gefallenen Längenfelder Carthäuserloch und Reiger unter dem Namen Zeche Gut Glück & Wrangel neu verliehen. Ende des 19. Jahrhunderts baute Gutglück & Wrangel im Nachlesebergbau die von den Alten stehengelassenen Sicherheitspfeiler und die früher liegengelassene Feinkohle ab.